# Peces de fantasia, op.73

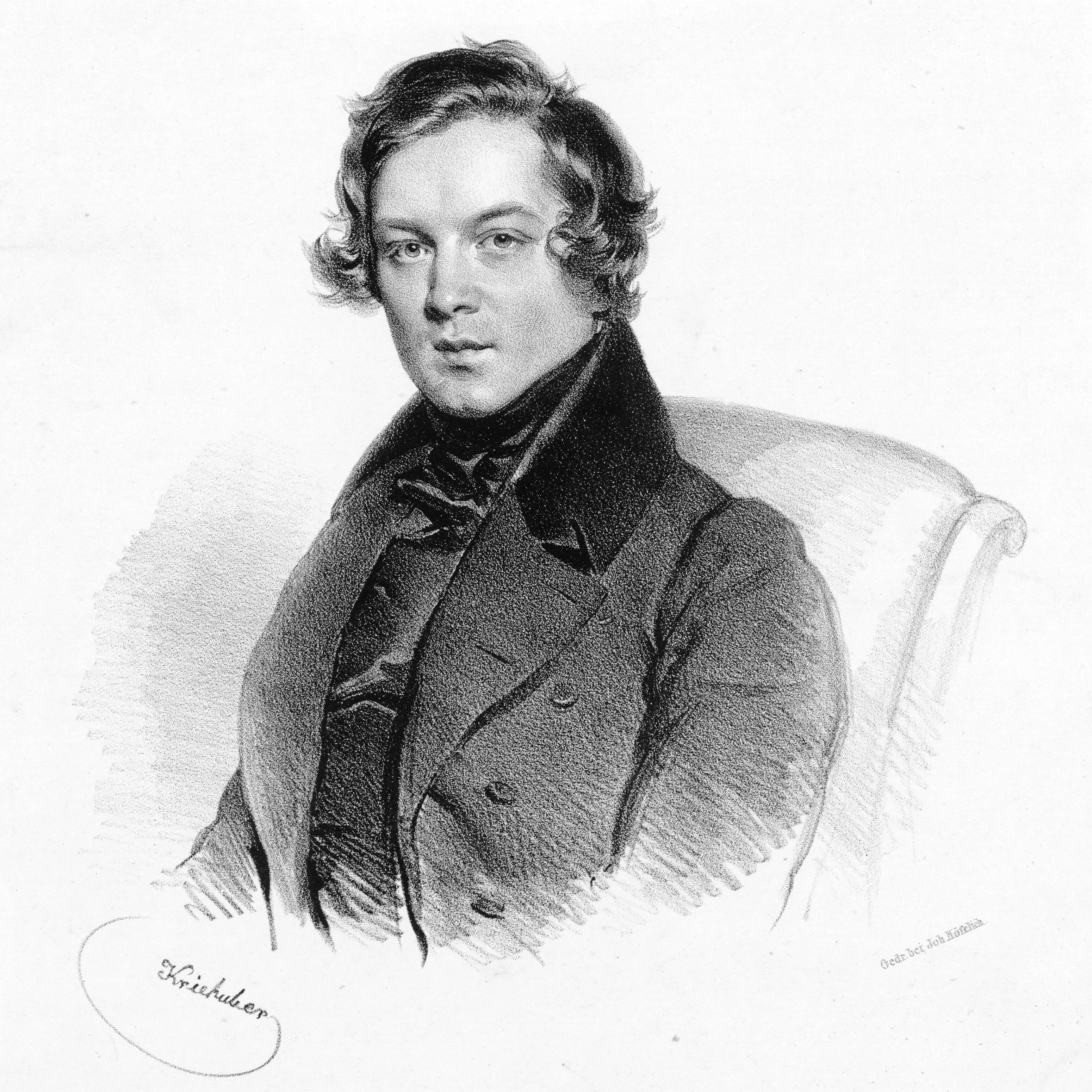
Robert Schumann (8 de juny 1810 – 29 de juliol 1856)

Les Fantasiestücke (peces de fantasia) op.73 van ser compostes l'any 1849 pel compositor i pianista alemany Robert Schumann. L'edició original d'aquesta obra va ser publicada el juliol del mateix any de la seva composició. La instrumentació original per “Clarinet i Pianoforte, (ad libitum Violí o Violoncel)”, probablement per poder atraure un nombre més elevat de compradors i així tenir un millor tracte amb l'editorial. Seria impossible de determinar amb quina mesura Schumann ha realitzat ell mateix les dos parts ad libitum. En alguns passatges són diferents a la part de clarinet, però per altra banda són concordants entre elles. En una segona edició realitzada per la mateixa editorial l'any 1852 s'afegeixen les indicacions metronòmiques (entre parèntesis) però tot i així es conserva el text que indica el tempo i el caràcter sense canvis. La peça es popularitzà ràpidament prova d'això són els arranjaments per piano a quatre mans (1851 per Friedrich Gustav Jansen) i per piano a dues mans (1857 per J.B.Krall). Avui en dia és una peça que s'interpreta amb gairebé tots els instruments, així doncs continua popularitzant-se dia a dia.

## Context
La última época de la vida de Schumann va estar molt marcada per la seva salut mental. L'any 1844, després d'un viatge a Rússia, va travessar un nou període depressiu i va abandonar Leipzig per instal·lar-se a Dresden. Durant els anys següents la seva salut anava debilitant-se, la qual cosa no li va impedir treballar en multitud d'obres. L'any 1849 Schumann publicava aquestes dues peces; Adagio und Allegro i Fantasiestücke. El mateix any també acabava Manfred: Poema amb música en Tres parts, op 115. L'obra és música incidental i basada en el poema de Lord Byron. Consta d'una obertura, un entreacte i de diversos melodrames.

L'any abans havia escrit la seva única òpera, Genoveva, op. 81. Schumann expressava amb uns escrits l'any 1942 el següent: 
"Sap vostè la meva pregària com a artista, nit i dia? Es diu “òpera alemanya. Aquí hi ha molta possibilitat al camp real ... alguna cosa simple, profunda, germànica”.
Tot i tenir aquest desig i aquesta voluntat tan ferma en crear un producte per triomfar en l'òpera no va tenir una gran recepció, possiblement per la temàtica que va escollir, ja que no era de gran profunditat. Per aquesta època Robert tenia al·lucinacions d'àngels, encara que moltes vegades les mateixes eren reemplaçades per visions de dimonis. Ell mateix li arriba a declarar Clara que té por que poguessin fer-li mal. És també en aquesta època que arriba a avorrir els llocs en alçada i qualsevol contacte amb objectes de metall, incloent un simple joc de claus. El diari de Schumann esmenta que va patir d'una al·lucinació constant d'imaginar que la nota de La 5 estava constantment sonant a les orelles. Temps després li comenta al seu germà el desig de suïcidar-se, ja que estava angoixat per l'epidèmia de còlera que assolava Europa per aquestes dates; el 27 de febrer de 1854, Schumann es llança al Rin i és rescatat a temps, però la seva ment ja s'ha perdut per sempre. Després de l'episodi de l'intent de suïcidi ell mateix aconsella el seu internament en un hospital de cures mentals. Finalment és internat en un sanatori privat a Endenich, prop de Bonn, on roman fins a la seva mort el 29 de juliol de 1856. Durant aquest internament no se li va permetre veure a Clara sota cap circumstància; tan sols dos dies abans de la seva mort Clara va poder veure-li, i per un breu moment Robert va tenir lucidesa i va aconseguir reconèixer-la. Tenia només 46 anys. Mor víctima d'un col·lapse neurocirculatori (encara que segons altres fonts va morir a causa de la sífilis).

## Estil
Schumann va compondre aquesta petita “suite” formada per tres moviments entre l'11 i el 13 de febrer de 1849. En primer moment va ser titulada com “Soirée-Stücke” (Peces de vespre), però finalment va publicar-se de la forma actual. Tots dos títols estan lligats a l'ideari d'alguns compositors del segle xix de relacionar la literatura amb la música. Totes les peces adopten un caràcter poètic i descriptiu. A diferència de batejar els opus com sonata o simfonia, que potser té un essència més neutra. Altres peces de Schumann també s'inclouen en aquesta fascinació per la literatura: Papillons, Op. 2, Escenes per a nens, Op. 15 i Kreisleriana, Op. 16, entre d'altres. Val a dir que Schumann sempre ha estat lligat a la paraula més que altres compositors, ja que va estudiar dret i va treballar com a crític musical a la revista Neue Zeitschrift für Musik (Nova revista per la música). Aquest lligam per l'escriptura no només es veu en l'acte de titular una peça musical sinó també en la forma de filar un discurs musical. Les peces de fantasia de Schumann s'inscriuen dins del nou “Biedermeier”, un esperit de música domèstica sense grans virtuosismes ni grans pretensions. En aquest mateix any Schumann va compondre l'Adagio und Allegro, op.70, per trompa (violoncel ad. Libitum) i piano. Aquestes dues peces tenen moltes coses en comú, en primer lloc que formen part de l'última sèrie de duos del compositor, van ser escrites el mateix any, totes dues tenen una alternativa quant a la instrumentació; quant a estil s'adhereixen perfectament a la voluntat de l'estètica del “Biedermeier” on si existeix algun tipus de virtuosisme és quan a l'elaboració de peces a partir d'un motiu breu. També coincideix que les dues peces han tingut gairebé el mateix tipus de recepció, ja que s'han popularitzat des del moment de la publicació fins avui dia.

## Forma
Les Fantasiestücke són un conjunt de tres peces de curta durada que conformen una sola peça, ja que els moviments són attaca d'uns deu minuts aproximadament. Totes elles són peces simples i sense pretensions però esdevenen una peça molt deliciosa i amb melodies molt honestes tractades de diferent forma però amb un gran contingut emocional.
I. Zart un mit Ausdruck (Tendre i amb expressió)
La primera de les peces està escrita en La m i l'enceta una suggerent proposta a dialogar en forma de pregunta per part del piano que ràpidament contesta el clarinet, (o l'instrument que l'estigui interpretant). Aquest gest musical en forma d'interval de segona és el que estructura tota la peça. Ens trobem davant d'un procés compositiu Bhramsià, la variació progressiva, per la qual un petit motiu és l'element que genera i vertebra una peça. En aquest cas és un cromatisme de mig tó, un semitó, que sovint es troba de forma ascendent i d'altres de forma descendent. A partir d'aquí hi ha una estructura interna d'acords que neix i varia aquest procés, aportant colors i expressivitat jugant amb les altures i distància dels intervals. Un dels elements característics d'aquest primer “moviment” és que les frases mai resolen amb una tensió ascendent, sinó tot el contrari, les frases moren i es relaxen en cada final. Schumann juga amb aquesta manera de fer i sovint ens fa creure que no serà així, gràcies als crescendo i modulacions als mode major, però finalment torna on ens havia deixat abans. Possiblement aquest fet reflecteix la resignació davant els problemes i tristeses que la vida li havia plantejat. La forma interna és d'A-B-A.
II. Lebhaft, leicht (Viu, brillant)
Després d'aquesta primera part que ens deixa amb una certa melancolia i una certa enyorança, però amb un bri d'esperança el piano, sense pausa, reprèn l'activitat. Aquesta vegada amb més vitalitat i positivitat. Dins d'un registre íntim el piano fa créixer la tensió amb un baix que encadena una escala fins a arribar a la dominant i el cello contesta de forma prudent presentant el motiu principal del tema A. Arribem a una segona part més viva on el diàleg és encara més cambrístic que a l'exposició, aquesta part dona molt moviment i refresca la peça amb un aire diferent al que estàvem acostumats. Però finalment com al primer moviment tornem al tema A, aquesta vegada afegint una coda amb la següent indicació: Nach und Nach ruhiger (Gradualment tranquil) que fa frenar l'activitat i prepara el contrast per un tercer moviment molt diferent a just el que acaba de passar.
III. Rasch und mit Feuer (Ràpid i amb foc)
El tercer moviment és introduït per primer cop pel clarinet. Aquest tercer moviment en La Major és el més enèrgic de tots tres. El ritme harmònic és també més ràpid. El principi de la peça es caracteritza pel canvi de caràcter sobtat però ben escollit. A continuació apareix el tema però amb una mica més de calidesa i tendresa, però de sobte Schumann ens torna a allò que ens havia promès al principi. Aquest procediment es repeteix. Després apareix un tema melòdic que evoca les passions internes i els conflictes que pareixia que s'havien deixat enrere. Schumann juga amb aquests canvis de contrasts demanant la constant atenció i recepció de l'oient. Encara que repeteix el procés i ens torna a recordar els temes vius i alegres del principi. A la part final s'oblida del mode menor i cada vegada la peça s'impregna de frenesís i joventut i obliga a l'intèrpret a accelerar cada veda vegada més a aquest esperat final alliberat de tristeses i intimitats.